# أ. سبنسر فيلد
أ. سبنسر فيلد هو سياسي أمريكي، ولد في 5 يناير 1891، وتوفي في 24 مارس 1987. نشط حزبياً في الحزب الديمقراطي. وقد انتخب عضو جمعية ولاية نيويورك ‏ وانتخب عضو مجلس ولاية نيويورك ‏.